# Archidendron occultatum
Archidendron occultatum är en ärtväxtart som först beskrevs av François Gagnepain, och fick sitt nu gällande namn av Ivan Christian Nielsen. Archidendron occultatum ingår i släktet Archidendron och familjen ärtväxter. Inga underarter finns listade i Catalogue of Life.